# Vulcan's Thumb
Pour les articles homonymes, voir Thumb (homonymie).
Vulcan's Thumb est un stratovolcan fortement érodé situé directement sur l'arête sud du pic Pyroclastic. C'est un des cinq sommets volcaniques principaux du mont Cayley. Il pourrait avoir connu sa dernière éruption au cours du Pléistocène.
Vulcan's Thumb est composé de brèche, d'anciennes coulées de lave massives et de brèche agglutinée de dacite à plagioclase, hypersthène, hornblende et biotite porphyriques déposées sur un édifice qui s'élevait sur le bord sud-ouest du mont Cayley ancestral.

Carte topographique de la région du mont Cayley avec Vulcan's Thumb à gauche.